# Tour de France 1905
3. Tour de France rozpoczął się 9 lipca, a zakończył 30 lipca 1905 roku w Paryżu. Wystartowało 60 zawodników, ukończyło 24. Zwyciężył reprezentant gospodarzy Louis Trousselier.
W 1905 roku zmieniono regulamin zawodów i postanowiono ustalać klasyfikację generalną na podstawie punktów zdobywanych przez kolarzy na poszczególnych etapach. Na podstawie przeliczeń (miejsce, uzyskany czas i punkty dodatkowe) po każdym etapie najmniej „oczek” zdobył Louis Trousselier, który tym samym został zwycięzcą trzeciej edycji Tour de France. 

## 1. etap: Paryż – Nancy, 340 km
| Zawodnik                 | Czas                | Punkty | Punkty karne | Dodatkowe punkty | Punkty razem |
| ------------------------ | ------------------- | ------ | ------------ | ---------------- | ------------ |
| Louis Trousselier        | 11 h 25 min 00 sek  | 1      | 0            | 0                | 1            |
| Jean-Baptiste Dortignacq | + 3 min 00 sek      | 2      | 0            | 0                | 2            |
| René Pottier             | + 4 min 00 sek      | 3      | 0            | 0                | 3            |
| Hippolyte Aucouturier    | + 26 min 00 sek     | 4      | 4            | 0                | 8            |
| Henri Cornet             | + 26 min 00 sek     | 5      | 0            | 4                | 9            |
| Augustin Ringeval        | + 1 h 40 min 00 sek | 6      | 10           | 4                | 20           |
| Émile Georget            | + 2 h 40 min 00 sek | 7      | 10           | 14               | 31           |

Zwycięzca Louis Trousselier przejechał wyścig w 109 godzin 55 minut i 39 sekund.

## Etapy
| Etap | Data     | Trasa                  | Dystans | Zwycięzca                | Czas              | Lider wyścigu     |
| ---- | -------- | ---------------------- | ------- | ------------------------ | ----------------- | ----------------- |
| 1    | 9 lipca  | Paryż - Nancy          | 340 km  | Louis Trousselier        | 11h 25 min 00 sek | Louis Trousselier |
| 2    | 11 lipca | Nancy - Besançon       | 299 km  | Hippolyte Aucouturier    | 10h 11 min 00 sek | René Pottier      |
| 3    | 14 lipca | Besançon - Grenoble    | 327 km  | Louis Trousselier        | 11h 14 min 00 sek | Louis Trousselier |
| 4    | 16 lipca | Besançon - Tulon       | 348 km  | Hippolyte Aucouturier    | 13h 19 min 45 sek | Louis Trousselier |
| 5    | 18 lipca | Tulon - Nîmes          | 192 km  | Louis Trousselier        | 7h 24 min 00 sek  | Louis Trousselier |
| 6    | 20 lipca | Nîmes - Tuluza         | 307 km  | Jean-Baptiste Dortignacq | 12h 07 min 45 sek | Louis Trousselier |
| 7    | 22 lipca | Tuluza - Bordeaux      | 268 km  | Louis Trousselier        | 10h 12 min 40 sek | Louis Trousselier |
| 8    | 24 lipca | Bordeaux - La Rochelle | 257 km  | Hippolyte Aucouturier    | 8h 25 min 45 sek  | Louis Trousselier |
| 9    | 26 lipca | La Rochelle - Rennes   | 263 km  | Louis Trousselier        | 10h 25 min 45 sek | Louis Trousselier |
| 10   | 28 lipca | Rennes - Caen          | 167 km  | Jean-Baptiste Dortignacq | 6h 33 min 01 sek  | Louis Trousselier |
| 11   | 29 lipca | Caen - Paryż           | 253 km  | Jean-Baptiste Dortignacq | 7h 30 min 00 sek  | Louis Trousselier |

### Etap I
| Klasyfikacja etapu | Klasyfikacja etapu       | Klasyfikacja etapu | Klasyfikacja etapu |    | Klasyfikacja generalna   | Klasyfikacja generalna | Klasyfikacja generalna |
| lp                 | Zawodnik                 | Czas               | Pkt                | lp | Zawodnik                 | Pkt                    |                        |
| ------------------ | ------------------------ | ------------------ | ------------------ | -- | ------------------------ | ---------------------- | ---------------------- |
| 1.                 | Louis Trousselier        | 11h 25' 00"        | 1                  | 1. | Louis Trousselier        | 1                      |                        |
| 2.                 | Jean-Baptiste Dortignacq | + 3' 00"           | 2                  | 2. | Jean-Baptiste Dortignacq | 2                      |                        |
| 3.                 | René Pottier             | + 4' 00"           | 3                  | 3. | René Pottier             | 3                      |                        |
| 4.                 | Hippolyte Aucouturier    | + 26' 00"          | 8                  | 4. | Hippolyte Aucouturier    | 8                      |                        |
| 5.                 | Henri Cornet             | + 26' 00"          | 9                  | 5. | Henri Cornet             | 9                      |                        |

### Etap II
| Klasyfikacja etapu | Klasyfikacja etapu    | Klasyfikacja etapu | Klasyfikacja etapu |    | Klasyfikacja generalna   | Klasyfikacja generalna | Klasyfikacja generalna |
| lp                 | Zawodnik              | Czas               | Pkt                | lp | Zawodnik                 | Pkt                    |                        |
| ------------------ | --------------------- | ------------------ | ------------------ | -- | ------------------------ | ---------------------- | ---------------------- |
| 1.                 | Hippolyte Aucouturier | 10h 11' 00"        | 1                  | 1. | René Pottier             | 7                      |                        |
| 2.                 | René Pottier          | + 10' 00"          | 4                  | 2. | Hippolyte Aucouturier    | 9                      |                        |
| 3.                 | Louis Trousselier     | + 26' 00"          | 8                  | 2. | Louis Trousselier        | 9                      |                        |
| 4.                 | Julien Maitron        | + 31' 00"          | 10                 | 4. | Henri Cornet             | 22                     |                        |
| 5.                 | Henri Cornet          | + 45' 30"          | 13                 | 5. | Jean-Baptiste Dortignacq | 27                     |                        |

### Etap III
| Klasyfikacja etapu | Klasyfikacja etapu            | Klasyfikacja etapu | Klasyfikacja etapu |    | Klasyfikacja generalna   | Klasyfikacja generalna | Klasyfikacja generalna |
| lp                 | Zawodnik                      | Czas               | Pkt                | lp | Zawodnik                 | Pkt                    |                        |
| ------------------ | ----------------------------- | ------------------ | ------------------ | -- | ------------------------ | ---------------------- | ---------------------- |
| 1.                 | Louis Trousselier             | 11h 14' 00"        | 1                  | 1. | Louis Trousselier        | 10                     |                        |
| 2.                 | Lucien Mazan Dit Petit-Breton | + 45"              | 2                  | 2. | Hippolyte Aucouturier    | 15                     |                        |
| 3.                 | Augustinn Ringeval            | + 50"              | 3                  | 3. | Henri Cornet             | 26                     |                        |
| 4.                 | Henri Cornet                  | + 5' 00"           | 4                  | 4. | Jean-Baptiste Dortignacq | 37                     |                        |
| 5.                 | Hippolyte Aucouturier         | + 10' 15"          | 6                  | 5. | Augustinn Ringeval       | 60                     |                        |

### Etap IV
| Klasyfikacja etapu | Klasyfikacja etapu            | Klasyfikacja etapu | Klasyfikacja etapu |    | Klasyfikacja generalna   | Klasyfikacja generalna | Klasyfikacja generalna |
| lp                 | Zawodnik                      | Czas               | Pkt                | lp | Zawodnik                 | Pkt                    |                        |
| ------------------ | ----------------------------- | ------------------ | ------------------ | -- | ------------------------ | ---------------------- | ---------------------- |
| 1.                 | Hippolyte Aucouturier         | 13h 19' 45"        | 1                  | 1. | Louis Trousselier        | 14                     |                        |
| 2.                 | Louis Trousselier             | + 14' 10"          | 4                  | 2. | Hippolyte Aucouturier    | 16                     |                        |
| 3.                 | Jean-Baptiste Dortignacq      | + 14' 11"          | 5                  | 3. | Jean-Baptiste Dortignacq | 42                     |                        |
| 4.                 | Julien Maitron                | + 59' 01"          | 14                 | 4. | Emile Georget            | 82                     |                        |
| 5.                 | Lucien Mazan Dit Petit-Breton | + 1h 08' 24"       | 16                 | 5. | Germain Fourchotte       | 89                     |                        |

### Etap V
| Klasyfikacja etapu | Klasyfikacja etapu            | Klasyfikacja etapu | Klasyfikacja etapu |    | Klasyfikacja generalna   | Klasyfikacja generalna | Klasyfikacja generalna |
| lp                 | Zawodnik                      | Czas               | Pkt                | lp | Zawodnik                 | Pkt                    |                        |
| ------------------ | ----------------------------- | ------------------ | ------------------ | -- | ------------------------ | ---------------------- | ---------------------- |
| 1.                 | Louis Trousselier             | 7h 24' 00"         | 1                  | 1. | Louis Trousselier        | 15                     |                        |
| 2.                 | Maurice Decaup                | + 0"               | 2                  | 2. | Hippolyte Aucouturier    | 34                     |                        |
| 3.                 | Emile Georget                 | + 20"              | 3                  | 3. | Jean-Baptiste Dortignacq | 48                     |                        |
| 4.                 | Lucien Mazan Dit Petit-Breton | + 30"              | 4                  | 4. | Emile Georget            | 85                     |                        |
| 5.                 | Germain Fourchotte            | + 50"              | 5                  | 5. | Germain Fourchotte       | 94                     |                        |

### Etap VI
| Klasyfikacja etapu | Klasyfikacja etapu            | Klasyfikacja etapu | Klasyfikacja etapu |    | Klasyfikacja generalna   | Klasyfikacja generalna | Klasyfikacja generalna |
| lp                 | Zawodnik                      | Czas               | Pkt                | lp | Zawodnik                 | Pkt                    |                        |
| ------------------ | ----------------------------- | ------------------ | ------------------ | -- | ------------------------ | ---------------------- | ---------------------- |
| 1.                 | Jean-Baptiste Dortignacq      | 12h 07' 45"        | 1                  | 1. | Louis Trousselier        | 18                     |                        |
| 2.                 | Lucien Mazan Dit Petit-Breton | + 0"               | 2                  | 2. | Hippolyte Aucouturier    | 39                     |                        |
| 3.                 | Louis Trousselier             | + 2"               | 3                  | 3. | Jean-Baptiste Dortignacq | 49                     |                        |
| 4.                 | Emile Georget                 | + 3"               | 4                  | 4. | Emile Georget            | 89                     |                        |
| 5.                 | Hippolyte Aucouturier         | + 4"               | 5                  | 5. | Germain Fourchotte       | 101                    |                        |

### Etap VII
| Klasyfikacja etapu | Klasyfikacja etapu    | Klasyfikacja etapu | Klasyfikacja etapu |    | Klasyfikacja generalna        | Klasyfikacja generalna | Klasyfikacja generalna |
| lp                 | Zawodnik              | Czas               | Pkt                | lp | Zawodnik                      | Pkt                    |                        |
| ------------------ | --------------------- | ------------------ | ------------------ | -- | ----------------------------- | ---------------------- | ---------------------- |
| 1.                 | Louis Trousselier     | 10h 12' 40"        | 1                  | 1. | Louis Trousselier             | 19                     |                        |
| 2.                 | Philippe Pautrat      | + 1"               | 2                  | 2. | Hippolyte Aucouturier         | 43                     |                        |
| 3.                 | Maurice Decaup        | + 2"               | 3                  | 3. | Jean-Baptiste Dortignacq      | 55                     |                        |
| 4.                 | Hippolyte Aucouturier | + 3"               | 4                  | 4. | Emile Georget                 | 97                     |                        |
| 5.                 | Paul Chauvet          | + 4"               | 5                  | 5. | Lucien Mazan Dit Petit Breton | 132                    |                        |

### Etap VIII
| Klasyfikacja etapu | Klasyfikacja etapu       | Klasyfikacja etapu | Klasyfikacja etapu |    | Klasyfikacja generalna        | Klasyfikacja generalna | Klasyfikacja generalna |
| lp                 | Zawodnik                 | Czas               | Pkt                | lp | Zawodnik                      | Pkt                    |                        |
| ------------------ | ------------------------ | ------------------ | ------------------ | -- | ----------------------------- | ---------------------- | ---------------------- |
| 1.                 | Hippolyte Aucouturier    | 8h 25' 45"         | 1                  | 1. | Louis Trousselier             | 22                     |                        |
| 2.                 | Jean-Baptiste Dortignacq | + 1"               | 2                  | 2. | Hippolyte Aucouturier         | 44                     |                        |
| 3.                 | Louis Trousselier        | + 2"               | 3                  | 3. | Jean-Baptiste Dortignacq      | 57                     |                        |
| 4.                 | Augustinn Ringeval       | + 3"               | 4                  | 4. | Emile Georget                 | 102                    |                        |
| 5.                 | Emile Georget            | + 4"               | 5                  | 5. | Lucien Mazan Dit Petit Breton | 145                    |                        |

### Etap IX
| Klasyfikacja etapu | Klasyfikacja etapu            | Klasyfikacja etapu | Klasyfikacja etapu |    | Klasyfikacja generalna        | Klasyfikacja generalna | Klasyfikacja generalna |
| lp                 | Zawodnik                      | Czas               | Pkt                | lp | Zawodnik                      | Pkt                    |                        |
| ------------------ | ----------------------------- | ------------------ | ------------------ | -- | ----------------------------- | ---------------------- | ---------------------- |
| 1.                 | Louis Trousselier             | 10h 25' 45"        | 1                  | 1. | Louis Trousselier             | 23                     |                        |
| 2.                 | Maurice Decaup                | + 1"               | 2                  | 2. | Hippolyte Aucouturier         | 51                     |                        |
| 3.                 | Jean-Baptiste Dortignacq      | + 2"               | 3                  | 3. | Jean-Baptiste Dortignacq      | 60                     |                        |
| 4.                 | Emile Georget                 | + 3"               | 4                  | 4. | Emile Georget                 | 106                    |                        |
| 5.                 | Lucien Mazan Dit Petit Breton | + 4"               | 5                  | 5. | Lucien Mazan Dit Petit Breton | 150                    |                        |

### Etap X
| Klasyfikacja etapu | Klasyfikacja etapu            | Klasyfikacja etapu | Klasyfikacja etapu |    | Klasyfikacja generalna        | Klasyfikacja generalna | Klasyfikacja generalna |
| lp                 | Zawodnik                      | Czas               | Pkt                | lp | Zawodnik                      | Pkt                    |                        |
| ------------------ | ----------------------------- | ------------------ | ------------------ | -- | ----------------------------- | ---------------------- | ---------------------- |
| 1.                 | Jean-Baptiste Dortignacq      | 6h 33' 01"         | 1                  | 1. | Louis Trousselier             | 27                     |                        |
| 2.                 | Maurice Decaup                | + 1"               | 2                  | 2. | Hippolyte Aucouturier         | 58                     |                        |
| 3.                 | Lucien Mazan Dit Petit Breton | + 2"               | 3                  | 3. | Jean-Baptiste Dortignacq      | 61                     |                        |
| 4.                 | Louis Trousselier             | + 3"               | 4                  | 4. | Emile Georget                 | 114                    |                        |
| 5.                 | Philippe Pautrat              | + 4"               | 5                  | 5. | Lucien Mazan Dit Petit Breton | 153                    |                        |

### Etap XI
| Klasyfikacja etapu | Klasyfikacja etapu            | Klasyfikacja etapu | Klasyfikacja etapu |    | Klasyfikacja generalna        | Klasyfikacja generalna | Klasyfikacja generalna |
| lp                 | Zawodnik                      | Czas               | Pkt                | lp | Zawodnik                      | Pkt                    |                        |
| ------------------ | ----------------------------- | ------------------ | ------------------ | -- | ----------------------------- | ---------------------- | ---------------------- |
| 1.                 | Jean-Baptiste Dortignacq      | 6h 30' 00"         | 1                  | 1. | Louis Trousselier             | 35                     |                        |
| 2.                 | Lucien Mazan Dit Petit Breton | + 1"               | 2                  | 2. | Hippolyte Aucouturier         | 61                     |                        |
| 3.                 | Hippolyte Aucouturier         | + 2' 30"           | 3                  | 3. | Jean-Baptiste Dortignacq      | 64                     |                        |
| 4.                 | Louis Trousselier             | + 17' 01"          | 6                  | 4. | Emile Georget                 | 123                    |                        |
| 5.                 | Auustinn Ringeval             | + 23' 00"          | 8                  | 5. | Lucien Mazan Dit Petit Breton | 155                    |                        |

## Klasyfikacja końcowa
| lp  | Zawodnik                 | Kraj    | Sponsor                  | Punkty  |
| --- | ------------------------ | ------- | ------------------------ | ------- |
| 1.  | Louis Trousselier        | Francja | Peugeot-Wolber           | 35 pkt  |
| 2.  | Hippolyte Aucouturier    | Francja | Peugeot-Wolber           | 61 pkt  |
| 3.  | Jean-Baptiste Dortignacq | Francja | Saving                   | 64 pkt  |
| 4.  | Emile Georget            | Francja | JC Cycles                | 123 pkt |
| 5.  | Lucien Petit-Breton      | Francja | JC Cycles                | 155 pkt |
| 6.  | Augustin Ringeval        | Francja | JC Cycles                | 202 pkt |
| 7.  | Paul Chauvet             | Francja | Griffon                  | 231 pkt |
| 8.  | Philippe Pautrat         | Francja | JC Cycles                | 248 pkt |
| 9.  | Julien Maitron           | Francja | Peugeot-Wolber / Griffon | 255 pkt |
| 10. | Julien Gabory            | Francja | JC Cycles                | 304 pkt |